# Politica del Kazakistan
La politica del Kazakistan è incentrata in una repubblica presidenziale, in cui il presidente del Kazakistan è il capo dello stato e nomina il capo del governo. Il potere esecutivo è esercitato dal governo. Il potere legislativo è conferito sia al governo che alle due camere del parlamento.
Nessuna delle elezioni tenutesi in Kazakistan è stata considerata libera o eque per gli standard occidentali, con problemi che hanno rivelato manomissioni, votazioni multiple, vessazioni nei confronti dei candidati dell'opposizione e censura della stampa.

## Potere esecutivo
| Ufficio        | Nome                  | Partito  | A partire dal  |
| -------------- | --------------------- | -------- | -------------- |
| Presidente     | Kassym-Jomart Tokayev | Nur Otan | 20 marzo 2019  |
| Primo ministro | Álıhan Smaıylov       | Nur Otan | 5 gennaio 2022 |

Il presidente è eletto con voto popolare per un mandato di cinque anni. Il primo ministro e il primo vice primo ministro sono nominati dal presidente. Anche il Consiglio dei ministri è nominato dal presidente. Il presidente Nazerbayev ha ampliato i suoi poteri presidenziali per decreto: solo lui può avviare emendamenti costituzionali, nominare e revocare il governo, sciogliere il parlamento, indire referendum a sua discrezione e nominare i capi amministrativi di regioni e città.
Il presidente è il capo dello stato, è anche il comandante in capo delle forze armate e può porre il veto alle leggi approvate dal Parlamento. Il presidente Nursultan Nazarbayev, che è stato in carica fin dall'indipendenza del Kazakistan, vinse un nuovo mandato di 7 anni nelle elezioni del 1999 che l'Organizzazione per la sicurezza e la cooperazione in Europa dichiarò di essere al di sotto degli standard internazionali. Al principale oppositore politico, l'ex primo ministro Akezhan Kazhegeldin, fu vietato di correre contro il presidente perché aveva partecipato a una riunione non autorizzata del "movimento per le libere elezioni". Inoltre, le elezioni sono state convocate incostituzionalmente due anni prima del previsto. Il libero accesso ai media è negato anche alle opinioni contrarie. Nel 2002 una legge ha stabilito requisiti molto severi per il mantenimento dello status giuridico di un partito politico, che ha abbassato il numero dei partiti legali da 19 nel 2002 a 8 nel 2003. Il primo ministro, che agisce a discrezione del presidente, presiede il gabinetto dei ministri e funge da capo del governo del Kazakistan. Ci sono tre vice primi ministri e 16 ministri nel gabinetto.

## Potere legislativo
Il potere legislativo, esercitato dal Parlamento ha due camere. L'Assemblea della Camera Bassa (Mazhilis) ha 107 seggi, i cui membri sono eletti per un periodo di quattro anni: 98 seggi provengono da liste di partito, 9 dall'Assemblea del popolo. Tutti i parlamentari sono eletti per 5 anni. Il Senato della Camera Alta ha 47 membri, 40 dei quali sono eletti per sei anni in collegi a doppio seggio dalle assemblee locali, metà rinnovati ogni due anni, e 7 nominati dalla presidenza. Inoltre, gli ex presidenti sono senatori a vita. I deputati del Majilis e il governo hanno entrambi il diritto di iniziativa legislativa, sebbene la maggior parte della legislazione considerata dal Parlamento venga proposta dal governo. Diversi deputati vengono eletti dall'Assemblea del Popolo del Kazakistan.

## Potere giudiziario
Ci sono 65 giudici nella Corte Suprema del Kazakistan. Ci sono sette membri del Consiglio costituzionale. Dei 7 membri, 3 sono nominati dal presidente.
Ci sono tribunali a livello locale e regionali (oblast) e una Corte Suprema a livello nazionale. I tribunali a livello locale fungono da tribunali di primo grado per crimini meno gravi come furto e vandalismo. I tribunali di livello dell'oblast si occupano dei casi penali più gravi e anche delle questioni nelle aree rurali dove non sono stati istituiti tribunali locali. Una sentenza di un tribunale locale può essere impugnata a livello di oblast. La Corte Suprema è una corte di cassazione che ascolta i ricorsi dei tribunali dell'oblast.
La Costituzione stabilisce un Consiglio costituzionale di sette membri per determinare la costituzionalità delle leggi adottate dal legislatore; regola inoltre le sfide elettorali e i referendum e interpreta la costituzione. Il presidente nomina tre dei suoi membri, compreso il presidente..
In base agli emendamenti costituzionali del 1998, il presidente nomina un presidente di un Consiglio giudiziario superiore, che nomina i giudici per la Corte suprema. Il Consiglio è composto dal presidente del Consiglio costituzionale, dal presidente della Corte suprema, dal procuratore generale, dal ministro della giustizia, da senatori, da giudici e da altre persone nominate dal presidente. Il presidente raccomanda i candidati e il Senato (camera legislativa superiore) li approva per la Corte Suprema. I giudici dell'Oblast sono nominati dal Consiglio superiore della magistratura e confermati dal presidente. I giudici di livello inferiore sono nominati dal presidente da una lista presentata dal Consiglio superiore della magistratura. In base alla legislazione approvata nel 2000, i giudici esercitano a vita.

## Partiti politici ed elezioni
Le elezioni presidenziali anticipate si sono svolte in Kazakistan il 9 giugno 2019 a seguito delle dimissioni del presidente a lungo termine Nursultan Nazarbayev. Originariamente previsto per il 2020, sette candidati erano stati registrati per partecipare alle elezioni, incluso il presidente in carica Qasym-Jomart Toqayev, che aveva assunto la presidenza tre mesi prima delle elezioni in seguito alle dimissioni di Nazarbayev. Tokayev è stato successivamente rieletto con il 71% dei voti. Il suo sfidante più vicino, Amirjan Qosanov del partito Ult Tagdyry, ha ottenuto il 16%.

## Organi ed istituzioni costituzionali
Il Consiglio di Sicurezza del Kazakistan (in kazako Қазақстан Республикасының Қауіпсіздік Кеңесі? ed in russo Совет безопасности Республики Казахстан?) è un organo consultivo costituzionale per sostenere ed assistere il Presidente nella politica legislativa e nelle forze dell'ordine (simile come il Consigliere per la sicurezza nazionale statunitense). Il presidente, fino al 5 gennaio 2022, è stato Nursultan Nazarbaev.

## Partecipazione alle organizzazioni internazionali
Nel 1999, il Kazakistan ha chiesto lo status di osservatore all'Assemblea parlamentare del Consiglio d'Europa. La risposta ufficiale dell'Assemblea è stata che il Kazakistan avrebbe potuto richiedere l'adesione a pieno titolo, poiché si trova parzialmente in Europa, ma che non gli sarebbe stato concesso alcuno status in seno al Consiglio fino a quando non fossero migliorati i loro registri in termini di democrazia e diritti umani. Miglioramenti in queste aree sono stati fatti nel 2012 e il Kazakistan è stato eletto dai membri delle Nazioni Unite per far parte del Consiglio dei diritti umani delle Nazioni Unite. Nonostante ciò, il Kazakistan 
     70%
     60 - 69 %
     50.0 - 59.9 %
     40.0 - 49.9 %
     30.0 - 39.9 %
     20.0 - 29.9 %
     10.0 - 19.9 %
     0.0 - 9.9 %

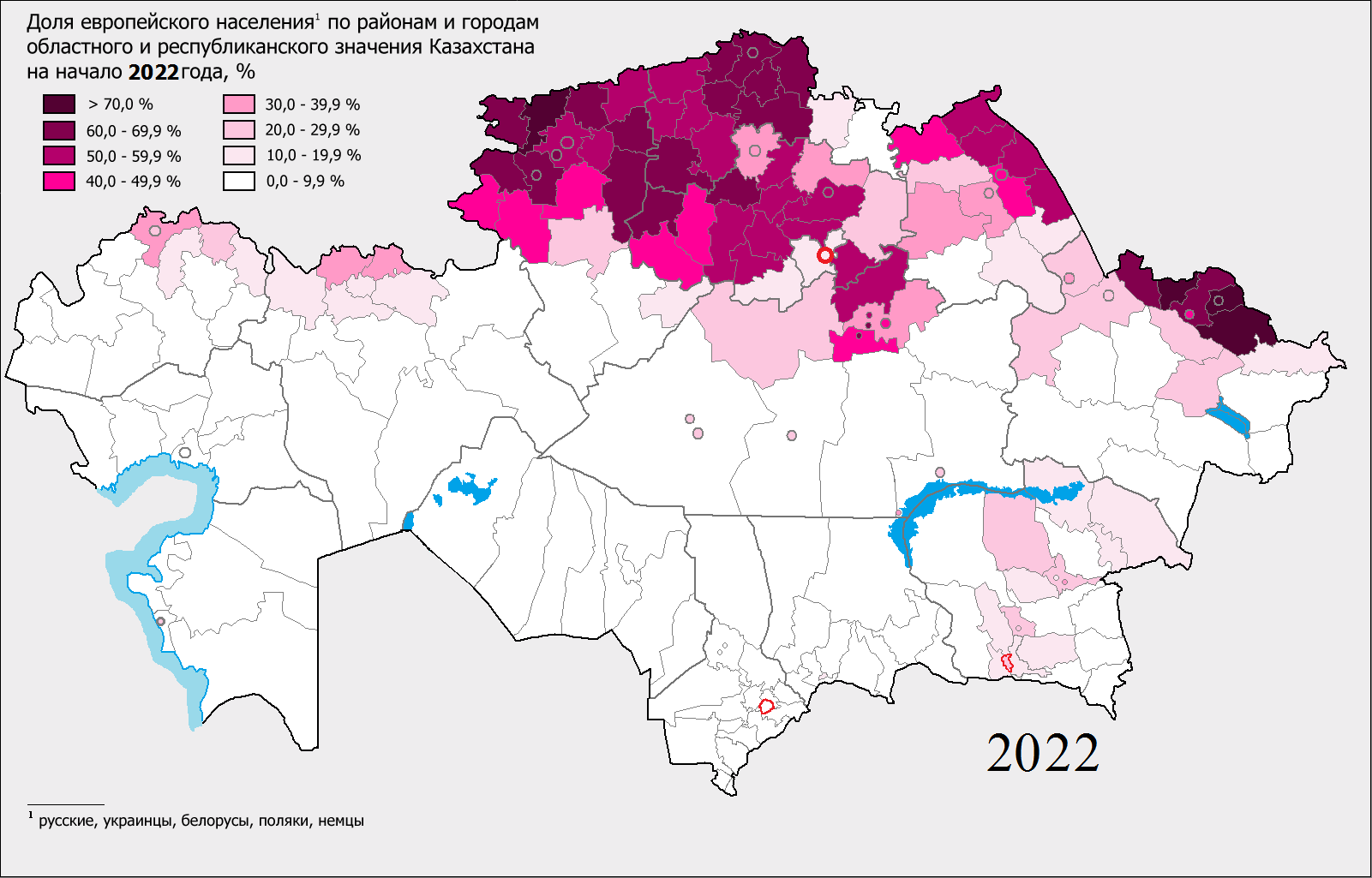
70%
60 - 69 %
50.0 - 59.9 %
40.0 - 49.9 %
30.0 - 39.9 %
20.0 - 29.9 %
10.0 - 19.9 %
0.0 - 9.9 %
La quota di russi, ucraini, tedeschi, polacchi per distretti e città di dipendenza regionale e statale del Kazakistan all'inizio del 2016.

 è ancora considerato dagli analisti come The Economist Intelligence Unit con una situazione relativa ai diritti umani molto precaria.
Organizzazioni internazionali
AsDB, CIS, EAPC, EBRD, ECE, ECO, ESCAP, FAO, IAEA, IBRD, ICAO, IDA, IDB, IFAD, IFC, IFRCS (membro associato), ILO, FMI, IMO, Interpol, IOC, IOM, ISO, ITU, NAM (osservatore), NSG, OAS (osservatore), OIC, OPCW, OSCE, PFP, SCO, Nazioni Unite, UNCTAD, UNESCO, UNIDO, UPU, WCL, FSM, WHO, WIPO, WMO, WToO, WTRO (osservatore).

## Organizzazioni non governative
Il numero delle organizzazioni non governative (ONG) in Kazakistan è aumentato da 5.000 a 22.000 in 15 anni. Le ONG affrontano molti aspetti essenziali dello sviluppo sociale in Kazakistan, compreso l'aiuto ai gruppi vulnerabili della società, lo sviluppo dell'imprenditorialità sociale e altri progetti di rilevanza sociale.

## Kazakistan settentrionale
Negli ultimi anni, alcuni russi nel nord del Kazakistan e alcuni funzionari russi hanno chiesto l'annessione delle regioni settentrionali del Kazakistan alla Russia. Nella gran parte della regione gli abitanti sono etnicamente russi.
- Gruppo etnico: russi
  - Stato proposto: Regione del Kazakistan settentrionale - Regione di Akmola - Regione di Pavlodar - Regione di Kostanay - Regione del Kazakistan orientale[12][13][14][15]